# José Castro Braga
José Castro Braga (Ubaí, 9 de janeiro de 1943) é um médico e político brasileiro do estado de Minas Gerais. Foi deputado estadual em Minas Gerais da 12ª à 14ª legislaturas sendo eleito pelo PTB.

José Braga foi também vereador em Brasília de Minas no período de 1972 a 1977 e presidente do Diretório Municipal do PDT.